# سید فتاح مرتضوی
فتاح مرتضوی (زاده ۱۳۳۲ - قزوین) روحانی، سیاست‌مدار، نماینده سابق دورهٔ پنجم مجلس شورای اسلامی در حوزه انتخابیه شهرستان قزوین بود. وی هم‌اکنون مسئول نهاد نمایندگی رهبری در دانشگاه علوم‌پزشکی قزوین است